# Карли Купер
Карли Купер (англ. Carlie Cooper) — героиня американских комиксов, издаваемых Marvel Comics. Она является подругой Питера Паркера, Гарри Озборна, Винса Гонсалеса и Лили Холлистер. Первоначально, Карли предстаёт как одна из потенциальных возлюбленных Человека-паука во время событий Spider-Man: Brand New Day и, в конечном итоге, на некоторое время становится его девушкой. 

## История публикаций
Карли Купер, дебютировавшая в The Amazing Spider-Man #545 (Декабрь, 2007), была создана сценаристом Дэном Слоттом и художником Джо Кесадой. Своё имя она получила в честь дочери последнего.

## Биография

### Brand New Day
Карли Купер была соседкой по комнате и лучшей подругой Лили Холлистер. Несмотря на то, что девушки росли в равных условиях, из них двоих Карли обладала большим интеллектом. В детстве она также дружила с Гвен Стейси. Повзрослев, Карли стала офицером отдела по расследованию преступлений Департамента полиции Нью-Йорка. Она активно поддерживала Билла Холлистера, который был для неё кем-то вроде отца. Её биологический отец Рэй Купер являлся уважаемым полицейским, якобы скончавшимся годами ранее.
Подготавливая обнаруженное в реке тело для судмедэкспертизы, она обнаружила следящее устройство в виде паука во рту трупа, из-за чего полицейские обвинили Человека-паука в убийстве. Позже Карли обнаружила, что устройство было подкинуто группой нью-йоркских полицейских, намеревавшихся подставить Человека-паука и настроить общество против супергероя. Карли сообщила об этом сержанту из участка, который тайно участвовал в заговоре и выдал ордер на её арест, утверждая, что она помогает убийце. Купер направилась к Холлистерам и рассказала им об убийствах с помощью отслеживающих устройств. Ей удалось сбежать от полиции с помощью Угрозы. Позже Вин Гонсалес нашёл Карли и извинился перед ней за последние события. 
Когда Доктор Осьминог попытался использовать технологию Октоботов, чтобы превратить Нью-Йорк в живое оружие, Карли и Нора Уинтерс установили личность виновного и, в ходе своего расследования, обнаружили логово Доктора Осьминога. Тот похитил Джей Джону Джеймсона-старшего, узнав, что тот собирался жениться на Мэй Паркер. Человек-Паук освободил всех троих пленников Доктора Осьминога с помощью Человека-факела. После этого Карли присутствовала на свадьбе Джеймсона и Паркер в качестве спутницы Джонни Шторма.  
Позже Карли было предъявлено обвинение в фальсификации улик, когда несколько улик, собранных на трёх местах преступления, таинственным образом исчезли из полицейского участка. Позже Человек-Паук обнаружил, что «доказательства» на самом деле были частями тела Песочного человека. Хотя Карли была оправдана, некоторые коллеги-офицеры продолжили относиться к ней с подозрением. 
В дальнейшем выяснилось, что отец Карли не умер. Рэй связался с дочерью, когда та наблюдала за битвой между Маджией и Внутренними Демонами Мистера Негатива. Узнав о преступлениях своего отца, который оказался коррумпированным полицейским, Карли задержала его. Обрезав волосы, Карли пообещала самой себе быть более напористой по жизни.
После нескольких неудачных попыток сходить на свидание, Карли и Питеру наконец удалось выбраться в кафе, где также случайно оказались Гарри Озборн и Мэри Джейн Уотсон. В то время как девушки разговаривали, в помещение ворвалась Лили, в сопровождении команды суперзлодеев. ЭмДжей попросила Карли помочь Лили, у которой начались схватки, однако, прежде чем им удалось что-то предпринять, появился Доктор Осьминог. Человеку-паук спас друзей и новорождённого сына Лили. Затем Гарри и Мэри Джейн увели Лили в безопасное место, однако Карли разозлилась на Холлистер и решила сосредоточиться на поисках Питера, в ходе которых столкнулась с Могильщиком. Могильщик скрылся после появления полиции, но затем продолжил следить за Купер, узнав, что ей известна тайна личности Угрозы. Объединив усилия, Карли, Мэри Джейн и Лили победили Могильщика.  
Питер и Карли провели несколько совместных встреч, однако Питеру не хватило смелости пригласить девушку на свидание, что не давало покоя Карли. Встретив Карли на прощальной вечеринке Гарри, Питер попросил её стать его девушкой. Разделив совместный поцелуй, молодые люди начали встречаться. 

### Big Time
Прошло некоторое время с момента начала отношений Питера и Карли. Когда Мишель Гонсалес вернулась в Чикаго, Питер раздумывал о том, чтобы переехать к Карли, но та не была готова к этому шагу. В это же время Питер обнаружил, что Карли занималась роллер-дерби, благодаря которому высвобождала копившийся гнев. Она выступала под именем Карли-крушитель.  
Когда Питер был вынужден отправиться на миссию Фонда Будущего, он сказал Карли, что его отъезд связан с делами в «Хоризон Лабс». Карли обиделась на Паркера, когда раскрыла его обман. Свою ярость она выместила на катке, из-за чего её дисквалифицировали за неспортивное поведение. Заметив её плохое настроение, двое товарищей Купер по команде предложили ей провести ночь в городе. Напившись, Карли решила сделать татуировку в виде эмблемы Зелёного гоблина назло Питеру, зная, как тот относился к Норману Озборну. Тем не менее, она передумала и сделала татуировку в виде Человека-паука. Девушка беспокоилась, что татуировка вызовет неловкость между ней и её молодым человеком, однако Питер успокоил Карли.  
Во время сюжетной линии Return of Anti-Venom, Карли установила, что под маской Призрака скрывалась капитан полиции Юри Ватанабэ, использующая в качестве маскировки лицо погибшей Джин ДеВулфф, которое для неё изготовил Мистерио. Эта находка стала более очевидной, когда Купер посетила хранилище улик и узнала о загадочном происшествии, когда маска была якобы уничтожена, а Ватанабэ была последней посетителем хранилища. Тайно положив свой мобильный телефон в карман Ватанабэ, Карли последовала за ней и подтвердила свои догадки. Вместо того, чтобы сдать Ватанабэ, как в случае с Вином и её отцом, Карли согласилась сохранить секрет Юри и предложила ей помощь в заметании следов.

### Spider-Island
Во время событий сюжетной линии Spider-Island, Карли уловила связь Питера с Человеком-пауком и поверила в его объяснение, в соответствии с которым Паркер делал гаджеты для супергероя. Позже она приобрела паучьи способности из-за воздействия генетически изменённых клопов Шакала. Карли, подобно миллиону других жителей Нью-Йорка, мутировала в паучьего монстра, попав под контроль Адрианы Сориа. Тем не менее, вскоре Карли и остальные мирные жители излечились, когда Человек-Паук использовал Октоботов Доктора Осьминога, чтобы рассеять противоядие. Вернувшись в прежнее состояние, Карли рассталась с Питером, установив, что последний является Человеком-пауком, почувствовав себя обманутой. Тем не менее, между ней и Питером установилось перемирие, поскольку ей потребовалась помощь Человека-паука, чтобы расследовать гибель подростка, который упал с большой высоты и был признан самоубийцей. Карли работала над делом без одобрения полиции, что привело к разногласиям с шефом Пратчеттом. Вскоре после раскрытия дела, Карли захотелось выговориться лучшей подруге и бывшей девушке Питера ЭмДжей, хотя изначально она была недовольна тем фактом, что Мэри Джейн также знала тайну личности Паркера.

### Superior Spider-Man
В заключении сюжетной линии Dying Wish, Карли попыталась помешать Доктору Осьминогу проникнуть в здание полиции Нью-Йорка, чтобы вернуть золотого Октобота, не подозревая, что в действительности в теле Доктора Осьминога находилось сознание Питера Паркера. Питер попытался вразумить Купер, однако та выстрелила в него, в результате чего пуля отрикошетила и пробила плечо Карли. Её доставили в больницу, где она пошла на поправку. 
Позже, Мэри Джейн и Карли с удивлением наблюдали за тем, как Превосходный Человек-паук пожимал руку мэру Джей Джона Джеймсону, который поблагодарил Человека-паука за нейтрализацию Зловещей шестёрки. Карли пришла к выводу, что с тех пор, как она столкнулась с Доктором Осьминогом, произошло множество странных вещей. Мэри Джейн призналась ей, что Мишель и Питер, по всей видимости, снова сошлись, шокируя Карли. Та решила «вернуться к работе», желая узнать, что на самом деле случилось с Питером.  
Хотя ей стала известна личность Превосходного Человека-паука, она решила не обнародовать информацию до тех пор, пока не получит доказательства. В дальнейшем Карли доверилась одному таинственному человеку в своих предположениях, после чего выяснилось, что этим человеком была Призрак. 
Вскоре Карли и Призрак попытались установить источник финансирования нового отряда пауков, поскольку их создание не было спонсировано мэром Джеймсоном. Они установили, что счёт принадлежал Доктору Осьминогу. Таким образом она окончательно убедилась в захвате Октавиусом тела Паркера.  
Некоторое время спустя, Карли оплакивала Питера, похороненного под надгробием Октавиуса. Она извинилась перед ним за своё поведение и поклялась привлечь Осьминога к ответственности. Тогда же она обнаружила, что могила была пуста. Прежде чем Купер продолжила своё расследование, её похитила Угроза и доставила в логово Короля гоблинов. Угроза забрала дневник Карли и передала его Королю гоблинов, который узнал тайну Превосходного Человека-паука. Кроме того, Король гоблинов попытался выяснить настоящую личность Человека-паука, о которой Купер не сделала запись. Из-за того, что Карли отказалась отвечать, Угроза лично занялась допросом. Король гоблинов распылил форму Гоблина, после вдыхания которой Карли начала биться в агонии. В результате воздействия формулы, Карли стала Монстров. В ответ на просьбу Короля гоблинов раскрыть личность Паука, Монстр попросила его снять маску, дабы убедиться, что перед ней сам Норман Озборн. Тот согласился сделать это после того, как Купер докажет ему свою преданность. Карли присоединилась к Угрозе в нападении на приспешников Хобгоблина, после чего она заслужила место в Нации Гоблинов.  
В то время, как Нация Гоблинов учинила хаос на Манхэттене, Карли напала на «Parker Industries» и столкнулась с Октавиусом. Превосходный Человек-Паук был потрясён, узнав, что Монстр — это Карли. Превосходный Человек-Паук задействовал Живой Мозг для противостояния с ней, в то время как сам скрылся вместе с Саджани Джеффри. Октавиус сломал наушник Купер, чтобы Король гоблинов не смог слышать их и та частично восстановила контроль над своим личностью. Саджани начала работу над лекарством от сыворотки гоблинов, однако Карли вновь потеряла над собой контроль, в то время как Призрак вырвалась из хватки Живого мозга и направилась к Саджани и Купер. В непродолжительном сражении Призрак была лишена возможности видеть Карли, поскольку Король гоблинов взломал технологию, чтобы сделать любого гоблина необнаруживаемым. Тем не менее, Саджани завершила лечение, поскольку Призрак сдержала Карли достаточно долго, чтобы Джеффри смогла ввести лекарство и вернуть в человеческую форму, после чего Карли потеряла сознание. Призрак оставила Карли на попечение Саджани.  
Отходя от воздействия формулы Гоблина, Карли рассказала Мэри Джейн о своём намерении покинуть Нью-Йорк, чувствуя себя мишенью рядом с Питером и Человеком-пауком и желая переехать в менее опасное место, где она могла бы работать судебным экспертом полиции, не имея дел с суперзлодеями.

### Fresh Start
Карли вернулась в Нью-Йорк в рамках Fresh Start. Она догнала Мэри Джейн в кофейне и рассказала ей, что работала в лаборатории в Новом Орлеане, прежде чем решила вернуться в Нью-Йорк. Узнав, что Мэри Джейн снова встречается с Питером, она решила создать группу поддержки, в которую входят друзья и близкие супергероев, под названием Искатели.  

## Силы и способности
Карли Купер — эксперт в области криминалистики. Некоторое время у неё были способности паука, из-за которых она превратилась в гуманоидное паучье чудовище. Как Монстр, она, по всей видимости, приобрела способности, аналогичные силам Гоблинов, благодаря формуле гоблина, наделившей её сверхчеловеческой силой, выносливостью и скоростью.

## Альтернативные версии

### МС2
Во вселенной МС2, где Питер Паркер устроился на работу в полицейское управление после окончания своей супергеройской деятельности, Карли была тем человеком, который предложил ему работать в полиции.  

### Spider-Island
Во время сюжетной линии Secret Wars, альтернативная версия Карли Купер проживает в домене Мира битв на Паучьем острове. Королева превратила Карли в паучьего монстра вместе с Мэри Джейн Уотсон, Бетти Брант и Шэрон Картер и использовала её в качестве приманки для героев. Человек-паук, Агент Веном и Железный гоблин используют формулу ящера Курта Коннорса, чтобы превратить девушек в ящеров, тем самым освободив из-под контроля Королевы. Затем Карли присоединяется к сопротивлению в нападении на логово Паучьей Королевы.

## Вне комиксов
Тара Платт озвучила Карли Купер в игре Spider-Man Unlimited 2014 года. Её паучье воплощение из Spider-Island является игровым персонажем. 